# 妊婦フェティシズム
妊婦フェティシズム（にんぷフェティシズム、Pregnancy fetishism）は、主に妊娠を理由に下腹部が膨張した状態（俗語的にボテ腹と呼ばれる）の女性に対して執着した性的興奮を得るフェティシズムの一種。ヌードグラビアやSM写真などにも時折用いられる。

## 概要
妊娠により腹部が膨満した状態に対し、「その非日常的な姿を見てみたい」「そのような女性と性行為に及びたい」と思う欲求。そうした欲求が固着した場合、妊婦フェティシズムと呼ばれ性的倒錯と呼ばれる。こういった嗜好は古くから存在し、伊藤晴雨の責め絵にも取り上げられている。また、蛙腹（腹水）などと呼ばれる妊娠以外で腹部を膨らませた状態に対する倒錯も存在している。こちらの場合は空気浣腸や大量の飲水によって膨らませるが、身体にかかる負担が大きいため一般的にフィクションの世界で扱われている。これらの嗜好の特徴として、腹部以外はごく普通（もしくはそれ以上）のプロポーションをもった女性の、腹部のみが膨らんでいる姿への執着があげられる。全身の膨らんだ、いわゆる肥満者に対する嗜好は（俗称：デブ専）別のフェティシズムとして認識されているが境界は曖昧である。日本においては妊婦フェティシズムの専門誌というものは無く、少数派の嗜好と言える。
妊娠はインターネットポルノの世界では非常に人気のあるトピックであり、Pornhubでは2017年に「妊娠ポルノ」の検索が急増し、2014年から20%増加した。

## 分類
インターネットコミュニティ上のCGやアダルトゲームにおけるこのフェティシズムは孕ませ（受精）とオーバーラップする場合が多いが、相違点も少なくない。また、この嗜好とオーバーラップする割合が高いものに母乳フェティシズムが存在する。またはボテ腹と受精の違いは、ボテ腹が（怪物に卵を産み付けられるなど）受精を伴わない理由によって女性がボテ腹状態となっている状態を含め「結果」を重視するのに対して、受精は女性が妊娠するまでの「過程」を重視すると言う点が大きな違いである。
- ボテ腹ファックないしボテHは、成人向け漫画やアダルトゲームで主人公が自分の子供を妊娠したボテ腹状態のヒロインと性行為を行うシチュエーション。話の最終盤で描かれることが多い。なお、安定期前の性行為は流産の危険を伴うので注意が必要である。
- 妊娠ズリないしボテズリは、複数の妊婦がボテ腹で男性器を挟み、パイズリの要領で刺激するシチュエーション。

## 類似ジャンル
- 膨体（英語版）（ぼうたい）ないし膨腹（ぼうふく）は、体または腹部を膨らませることに対するフェティシズム。この場合は妊娠に限定されず、水や気体、触手などの軟体類を含めた固形物、極端に巨大な陰茎の挿入などによって胃や腸、子宮、膣、腹部全体が膨張している状態も含まれる。なお、挿入物が後者の場合は、極端な拡張プレイなどを内包している場合が多い（フィストファック、スカルファック、触手責めを含む）。海外では、body inflationと呼ばれ、1ジャンルとして確立している。
- 風船腹（ふうせんばら）ないし風船娘（ふうせんむすめ）は完全なファンタジーとして女性を風船のように膨らます嗜好。外見上は膨体（ぼうたい）、膨腹（ぼうふく）に酷似しているが、宙に浮いたり破裂したりと人間離れしたシチュエーションも含まれる。

なお、各ジャンルの境界はあいまいなこともある。